# Günther Stiehler
Günther Stiehler (* 22. Juli 1925 in Leipzig; † 10. Juni 2000) war ein deutscher Sportpädagoge und Hochschullehrer.

## Leben
Stiehler spielte Handball für die SG Eutritzsch Leipzig, arbeitete als Neulehrer und im Deutschen Sportausschuß.
Er wurde Dozent an der 1950 gegründeten Deutschen Hochschule für Körperkultur (DHfK) in Leipzig und übernahm bereits 1952 das Amt des Rektors, welches er bis 1955 innehatte. 1959 schloss er an der DHfK seine Doktorarbeit (Titel: Zur Taktik in den Sportspielen: eine Kennzeichnung des Wesens der Sporttaktik und eine Darstellung der Beobachtungsmethoden für taktische Handlungen im Sportspiel als Beitrag zur Verbesserung der taktischen Schulung) ab. Stiehler war anschließend an der Martin-Luther-Universität Halle-Wittenberg, kehrte 1962 aber an die DHfK zurück, wo er als Professor insbesondere als Leiter des 1963 eingerichteten Instituts für Theorie und Methodik des Schulsports sowie als Leiter des Wissenschaftsbereiches Sportspiele beschäftigt war. 1963 brachte er das Buch Theorie der Körpererziehung heraus. Im Dezember 1964 initiierte er den „Arbeitskreis der Neuerer des Schulsports“. Das 1966 erstmals von einem Autorenkollektiv unter Stiehlers Leitung veröffentlichtes Buch Methodik des Sportunterrichts wurde zum Standardwerk, welches in mehreren Auflagen herausgegeben wurde.
Von 1972 bis 1978 war Stiehler abermals Rektor der DHfK. 1979 erhielt er die Auszeichnung „Verdienter Hochschullehrer der DDR“. Neben seiner Arbeit im Bereich Schulsport sowie der Lehrerausbildung befasste er sich als Leiter des Wissenschaftsbereiches Sportspiele in Veröffentlichungen unter anderem mit der technischen und taktischen Ausbildung von Sportspielern, der Entwicklung der Spielleistung im Zusammenhang mit der Trainingsbelastung und der Theorie und Methodik der Sportspiele, so der Titel eines 1988 erschienenen Buches, welches er als Leiter eines Autorenkollektivs herausgab. Im selben Jahr veröffentlichte Stiehler gemeinsam mit Irmgard Konzag und Hugo Döbler das Lehrbuch Theorie und Methodik der Sportspiele Basketball, Fußball, Handball, Volleyball.
1990 wurde Stiehler emeritiert. Als Funktionär war er stellvertretender Vorsitzender des Deutschen Handballverbandes der DDR.